# 菊地創 (俳優)
菊地 創（きくち はじめ、1983年10月12日 - ）は、日本の俳優、演出家。東京都出身。血液型はB型。
身長171cm。特技は英語、ダーツ。

## 経歴
1991年、TOKYO FM少年合唱団に入団し数々の演奏会やオペラにボーイソプラノの美しい歌い手として出演。1998年、東宝ミュージカルに抜擢され出演。その後、変声期を機に15歳で単身渡米。
日本での活動も行いながら2007年の帰国まで、ニューヨークのブロードウェイ・ミュージカル養成所AMDAにてミュージカルに重要な総てを学ぶ。帰国後は、イベントMC、構成、演出、英語字幕制作、声優など活動の幅を広げている。
2010年からトーク&ライブイベント『HAJIME STYLE』も主催。
2012年にエンターテイメント・ユニット『ハイブリッド・アミューズメント・ショウ bpm』に参加。(dandelionプロフィール抜粋)

## 舞台
2008年
- 『SAMURAI 7』（新宿コマ劇場） - 出演

2010年
- 劇団離風霊船公演 唐十郎作『少女仮面』（座高円寺） - 出演：ボーイ2、甘粕 役
- 西田シャトナー 作・演出『ソラオの世界』（東京芸術劇場） - 出演
- ハイブリッド・アミューズメント・ショー bpm『ジッパー!』（あうるすぽっと） - 出演：宇佐美俊郎 役

2011年
- ドキュメンタリーDVD『僕たちの地球ロードin HAWAI』
- 舞台『銀河英雄伝説』-第一章銀河帝国編-（青山劇場） - 出演
- ヴォーカルユニットach 3rdLIVE『新番組GOLDEN TIME』（原宿LaDonna） - 作・演出・出演
- 神奈川芸術劇場　宮本亜門の特別ワークショップに参加
- 劇団あとりえっじ『ぬばたまの淵〜われても末に逢わんとぞ想う』（俳優座劇場） - 出演：朝霧 役

2012年
- ミュージカル『Count Down My Life』（ザムザ阿佐ヶ谷） - 主演
- B×b『ERONT LINE mission3:Alien』（博品館劇場） - 出演：出口・サタフィールド・アンドリュー・政彦 役
- STRAIGHT ROCK PLAY『4STRIKE』（新宿FACE / 心斎橋BIGCAT） - 脚本
- おちゃめいつcafe公演『独 〈どいつ〉』（器とcafe ひねもすのたり） - 出演

2013年
- B×b『FRONT LINE  the last mission : Final Destination』（紀伊國屋サザンシアター） - 出演：出口・サタフィールド・アンドリュー・政彦 役
- * pnish *プロデュース『RADIO KILLED THE RADIO STAR』（俳優座劇場） - 出演：矢部幸之助 役
- ブロードウェイミュージカル『メリリー・ウィー・ロール・アロング』（天王洲銀河劇場 / 梅田芸術劇場シアター・ドラマシティ） - 出演

2014年
- PONKOTSU-BARON project 『オズからの招待状』（紀伊國屋サザンシアター） - 出演
- bpm『不如帰」（全労済ホール スペース・ゼロ） - 出演・演出助手
- TipTapオリジナルミュージカル『Count Down My Life』（ポケットスクエア劇場HOPE） - 主演
- bpm『ネバーランド☆GO!GO!』（全労済ホール スペース・ゼロ） - 出演
- ミュージカル・コンサート『Musical PUB vol.1』（ラゾーナ川崎） - 出演

2015年
- ミュージカル・コンサート『Musical PUB　〜ブロードウェイ歌姫対決〜 vol.2』（ラゾーナ川崎） - 演出
- 天才劇団バカバッカ『ハッピー・ウェディング!』（六行会ホール） - 出演
- Queen of Quirky Quails『In Touch』（高田馬場ラビネスト） - 出演
- ミュージカル・コンサート『Musical PUB　〜蘇った名作〜 vol.3』（ラゾーナ川崎） - 出演
- 『Musical PUB vol.4　〜選ばれし名曲たちの競宴〜』（ラゾーナ川崎） - 出演
- 『Musical PUB vol.5　 〜ミュージカル最新事情〜』（二子玉川KIWA） - 出演
- 進戯団夢命クラシックス#19『君の瞳には悠限のファクティス』（新宿村LIVE） - 出演
- J-VOICE PJT 第4回公演　朗読劇『ハックルベリーにさよならを』（東京グローブ座） - 演出

2016年
- 『Musical PUB vol.6　〜映画になったミュージカル〜』（ラゾーナ川崎） - 出演
- bpm『アヴェ・マリターレ』（紀伊国屋サザンシアター） - 出演
- ブロードウェイミュージカル『Violet』（ラゾーナ川崎プラザソル） - 翻訳・演出
- ジョー&マリ　プロジェクト『熱闘!!︎飛龍小学校☆パワード』（シアターサンモール） - 出演
- bpm『ESORA』（全労済ホール スペース・ゼロ） - 出演・演出補佐

2017年
- リーディング公演『画狂人　北斎』（すみだ北斎美術館　MARUGEN 100） - 出演
- 朝劇 西新宿『恋の遠心力』（GLASS DANCE新宿店） - ゲスト出演
- bpm10周年記念公演『beats per minute』（赤坂レッドシアター） - 出演
- Fanatic Artist Hokusai『画狂人 北斎』（ロンドン） - 出演
- bpm EXTRA STAGE『TRINITY』「Thought」（赤坂レッドシアター） - 出演
- ロンドン凱旋公演 朗読劇『画狂人 北斎』（曳舟文化センター） - 出演
- smape produce Vol.1 『裸の王様の耳はロバの耳』（中野ザ・ポケット）- 出演

2018年
- 『Nostalgic Wonderland♪〜song&dance show〜 』（恵比寿ザ・ガーデンホール） - 演出
- hicopro『ツクリバナシ』（下北沢「劇」小劇場）- 出演
- bpm『QUICK DRAW』（日本青年館ホール） - 出演
- BWP 1.0 NEW BRITISH MUSICAL『In Touch』（水戸芸術館ACM劇場/シアタートラム） - 演出
- bpm『聖の夜』（トリコロールシアター） - 出演・演出助手

2019年
- 『Nostalgic Wonderland♪〜song&dance show 2019〜 』（恵比寿ザ・ガーデンホール/松下IMPホール） - 演出・構成
- 進戯団夢命クラシックス#22『碧のヴォヤージュ』（新宿村LIVE） - 出演
- ウキヨホテルプロジェクト　トライアウト公演 『Ukiyo Hotel』（ラゾーナ川崎プラザソル） - 出演
- ミュージカル『アルスラーン戦記』（COOL JAPAN PARK OSAKA TTホール/シアター1010）- 演出補佐
- ミュージカル座　ブロードウェイ・ミュージカル『GODSPELL』（六行会ホール） - 出演

2020年
- Musical Current『ISLAND SONG』（溝ノ口劇場） - 演出
- 『Nostalgic Wonderland♪〜song&dance show 2020〜 』（恵比寿ザ・ガーデンホール） - 演出

2021年
- 『ホントに？Boys編』(大阪市立芸術創造館) - 出演

2022年
- bpm15周年記念公演『DRAGON BOWL』（全労済ホール スペース・ゼロ） - 出演
- 『Oh My Diner ～踊るぶんぶん狂想曲～』（品川プリンスホテル ステラボール） - 演出補佐
- ウキヨホテルプロジェクト『YOKOHAMA Short Stories』（クリフサイド） - 演出・出演

2023年
- ウキヨホテルプロジェクト　新作ミュージカルトライアウト『ジル・ド・レ～吾輩は娼館の蚤である～』（ラゾーナ川崎プラザソル） - 演出

2024年
- Butlers'歌劇『悪魔執事と黒い猫～薔薇薫る舞踏会編～』（品川プリンスホテル ステラボール） - 演出補佐
- 東宝『レ・ミゼラブル』（帝国劇場）- 出演

## OVA
- 『テニスの王子様〜決勝へのカウントダウン〜』 - ダヴィッドリベラ 役<英語>

## アニメ
- たまゆら〜もあぐれっしぶ〜 - 司会
- 血界戦線 - 店長 役
- 休日のわるものさん - 組織員B 役[1]